# Шушерины
Шушерины (Шюшерин, Шушериновы) — древний русский дворянский род.
При подаче документов (08 июля 1686) для внесения рода в Бархатную книгу, была предоставлена родословная роспись Шушериных и две наказные памяти (1613 и 1615).
Род внесён в VI часть родословной книги:Тульской (1794), Псковской губернии.

## Происхождение и история рода
Родоначальник выехал из Пруссии и имел прозвание от рода Шуръ. В свите великой княгини Елены Ивановны упомянут дворянин Борис Шушерин (1495). В 3-м Казанском походе погибли Леонтий Борисович и Тимофей Александрович Шушерины (1552), их имена внесены в синодик Успенского Кремлёвского собора на вечное поминовение. В начале Ливонской войны погибли сыны боярские Фёдор и Кузьма Шушерины (1558). Во времена опричнины по делу о заговоре в земщине казнён Елизарий Шушерин (1568). Василий Шушерин гонец в Польшу (1576). В Смутное время, польский король Сигизмунд III жаловал смоленскому дворянину Тимофею Шушерину село Ярцово (1610).Фёдор Шушерин — Думный дьяк (1612).
Фёдор Дмитриевич Шушерин вотчинник земель в пустошах: Зубово, Бурцево в Московском уезде (1628). По писцовой книге Казанского уезда (1647—1656) за Шушериными числились: деревня и пустошь Каимар Мамыш (Шишкинское Баково), сельцо и пустошь Кулсеитова Меньшое, починок Новой, сельцо Клетли, деревня Янчурина.
Шушерин Константин Осипович — стольник (1658), окольничий (1670—1676), боярин (1682—1692).

## Герб Шушериных
Штабс-капитан артиллерии и кавалер, уволенный от службы за ранами, Иван Семёнов Шушерин, обратился (20 августа 1835) с прошением на имя Императора Николая Павловича, в котором изъяснял:
• что по представленным от рода Шушериных в Псковское Дворянское Депутатское Собрание о древнем дворянском происхождении доказательствам, род Шушериных признан в оном по определениям того Собрания (10 декабря 1804 и в мае 1825) состоявшимся со внесением в VI часть Дворянской родословной книги.
• по прошению его с представлением доказательств еще (1822) в Герольдию Правительствующего Сената поданному о сочинении роду Шушериных Герба и внесении оного в Гербовник истребованы Герольдиею, как дворянская грамота (31 декабря 1825 за № 101) так равно и прочие документы из Псковского Дворянского Депутатского Собрания, которые в это время находились на рассмотрении ею.
• И хотя по заслуженным Просителем чинам и орденам он имел право на потомственное дворянство, но желая при том сохранить и приобретенное предками его дворянское достоинство и доставить детям древний памятник предков,
• осмеливался просить, дабы Высочайшим Указом повелено было его прошение принять и по совокупном рассмотрении доказательств о дворянстве сочинить роду Герб, со внесением оного в Гербовник, и выдать ему, Просителю, родословную с изображением герба и с описанием службы предков.
По резолюции Герольдии (12 октября 1837) штабс-капитану Ивану Шушерину в древнем дворянстве отказано, а предоставлено буде желает иметь Диплом, просить о пожаловании оного по настоящему чину его.

## Известные представители
- Шушерин Яков Фёдорович — воевода в Балахне (1613), Чаронде (1615—1619).
- Шушерин Алексей Никитич — голова стрельцов в Литовской земле (1616), стрелецкий голова в Астрахани (1619), послан стрелецким головою из Казани на Волгу (1620), воевода в Осъ (1629—1630).
- Шушерин Константин Никитич — казанец, воевода в Саратове (1622), Арске (1629—1630).
- Шушерин Нефёд Иванович — стольник патриарха Филарета (1627—1629), стольник (1636—1640), московский дворянин (1640—1677).
- Шушерин Никита Лукин — московский дворянин (1627).
- Шушерин Лука Осипович — московский дворянин (1627—1629), постригся в монахи.
- Шушерины: Фёдор Савинович, Фёдор Васильевич, Фёдор и Иван Ивановичи — стольники (1627—1640).
- Шушерин Осип Иванович — стольник (1627—1640), окольничий (1658), комнатный стольник царя Петра I Алексеевича (1689—1692).
- Шушерин Тимофей Иванович — стольник (1627—1640), окольничий (1658).
- Шушерин Роман — воевода в Боровске (1634—1635).
- Шушерин Тимофей Васильевич — воевода в Царицыне (1636—1638), Илимске (1647—1651).
- Шушерин Юрий Фёдорович — стряпчий (1671), стольник (1676—1692), окольничий (1693).
- Шушерин Иван Иванович — стольник (1686), комнатный стольник царя Петра I Алексеевича (1692).
- Шушерины: Фёдор Фёдорович, Фёдор Матвеевич, Семён Лукин, Пётр Григорьевич, Юрий и Пётр Константиновичи, Иван Осипович, Матвей и Константин Нефедьевичи, Пётр и Иван Фёдоровичи, Тимофей и Иван Алексеевичи, Василий Романович — стольники (1668—1692)[1][10][12].
- Шушерин Матвей (?-1728) — архимантрит Донского монастыря, похоронен в Большом соборе Донского монастыря в г. Москва.